# Кубок Ліхтенштейну з футболу 1963—1964
Кубок Ліхтенштейну з футболу 1963—1964 — 19-й розіграш кубкового футбольного турніру в Ліхтенштейні. Титул здобув Бальцерс.

## Перший раунд
Вадуц не брав участі.
| Команда 1      | Рахунок | Команда 2 |
| -------------- | ------- | --------- |
| Шан            | 1–6     | Трізен    |
| Бальцерс       | 2–1     | Вадуц-2   |
| Руггелль       | 5–0*    | Шан II    |
| Вадуц сеньйори | 2–3     | Ешен      |

- Матч Руггелль — Шан II перерваний на 75-й хвилині через зливу, результат був залишений.

## 1/2 фіналу
| Команда 1 | Рахунок | Команда 2 |
| --------- | ------- | --------- |
| Трізен    | 8–0     | Руггелль  |
| Бальцерс  | 3–0     | Ешен      |

## Фінал
| 19 липня 1964 |

| Бальцерс | 1–0 | Трізен |
| -------- | --- | ------ |
|          |     |        |

| Трізен |